# David Murdoch
David Murdoch (Irvine, 17 april 1978) is een voormalig Schotse curler.

## Biografie
Murdoch tot op heden vijf grote titels. Twee keer leidde hij het Schots curlingteam naar de wereldtitel, drie keer naar de Europese titel. Voorts maakte hij deel uit van het Britse team dat in 2014 zilver behaalde op de Olympische Winterspelen in Sotsji.